# Sumurducu
Sumurducu – wieś w Rumunii, w okręgu Kluż, w gminie Sânpaul. W 2011 roku liczyła 122 mieszkańców.